# Ivan Frgić
Ivan Frgić (* 18. Juli 1953 in Sombor; † 31. Oktober 2015) war ein jugoslawischer Ringer. Er war Silbermedaillengewinner bei den Olympischen Spielen 1976 in Montreal im griechisch-römischen Stil im Bantamgewicht.

## Werdegang
Ivan Frgić, ein blonder Kroate, begann als Jugendlicher in seiner Heimatstadt Sombor in der Vojvodina mit dem Ringen. Er war von 1968 bis 1972 Mitglied des Sportvereins „Lika“ Zagreb und von 1973 bis 1980 von „Elektrovojvodina“ Sombor. Dort sowie in der jugoslawischen Nationalmannschaft wurde er von den Trainern Ivan Cucic und Svetomir Damjanović in die Weltklasse im griechisch-römischen Stil geführt. Zum ersten Mal wurde Frgić 1971 jugoslawischer Meister im Bantamgewicht. Seinen ersten Erfolg auf der internationalen Ringermatte feierte er aber schon 1970 im schwedischen Huskvarna, als er in der Klasse bis 56 kg Körpergewicht Vizeeuropameister der Junioren wurde. Seinen ersten großen Erfolg bei den Senioren feierte er 1973 mit dem 3. Platz bei der Europameisterschaft in Helsinki. Von diesem Zeitpunkt an startete Frgić regelmäßig bei den internationalen Meisterschaften und feierte dabei große Erfolge.
So gewann er 1974 bei der Weltmeisterschaft in Kattowitz im Bantamgewicht die Bronzemedaille. Er verlor dabei gegen Józef Lipień aus Polen und Farchat Mustafin aus der Sowjetunion, die auch in den nächsten Jahren zu seinen Hauptkonkurrenten zählten. Bei der Europameisterschaft 1975 in Ludwigshafen am Rhein gelang Frgić einer seiner größten Erfolge. Er wurde mit sieben Siegen und nur einem einzigen Fehlpunkt Europameister. In den entscheidenden Kämpfen besiegte er dabei Bernd Drechsel aus der DDR und Farchat Mustafin. Bei der Weltmeisterschaft 1975 hatte er diese fantastische Form nicht mehr, denn er verlor gegen Józef Lipień und Farchat Mustafin und musste sich mit dem 6. Platz begnügen.
1976 fuhr er mit großen Hoffnungen zu den Olympischen Spielen nach Montreal. Im Bantamgewicht gelang ihm dabei in einem Vorrundenkampf ein erneuter Sieg über Farchat Mustafin. Trotz einer überraschenden Niederlage gegen den Ungarn József Doncsecz kam Frgić in das Finale gegen den Finnen Pertti Ukkola, gegen den er knapp nach Punkten unterlag. Mit dem Gewinn der Silbermedaille hatte er aber alle Erwartungen erfüllt.
1977 belegte Frgić bei der Weltmeisterschaft in Göteborg wieder einen hervorragenden 3. Platz. Gegen Farchat Mustafin und Pertti Ukkola musste er dabei Niederlagen einstecken. Bei der Weltmeisterschaft 1978 in Mexiko-Stadt wurde Frgić zusammen mit seinem Gegner József Doncsecz schon in der ersten Runde wegen Passivität von der Matte gestellt und dafür mit 4 Fehlpunkten belastet. Trotzdem kämpfte er sich mit Siegen über Józef Lipień aus Polen, Benni Ljungbeck aus Schweden und der deutschen Nachwuchshoffnung Pasquale Passarelli in das Finale gegen den sowjetischen Ringer Schamil Serikow vor, dem er allerdings unterlag und Vizeweltmeister wurde.
In den folgenden Jahren rang Ivan Frgić im Federgewicht, da er das Gewichtmachen für das Bantamgewicht nicht mehr schaffte. In der Federgewichtsklasse gewann er allerdings bei den internationalen Meisterschaften keine Medaillen mehr. Bei den Olympischen Spielen 1980 in Moskau kam er aber immerhin noch auf den 4. Platz.
Nach den Olympischen Spielen 1980 in Moskau beendete Ivan Frgić seine internationale Ringerlaufbahn. Er ließ sich an der Sporthochschule in Novi Sad zum Sportlehrer ausbilden und arbeitet als Ringertrainer.

## Internationale Erfolge
(OS = Olympische Spiele, WM = Weltmeisterschaft, EM = Europameisterschaft, GR = griechisch-römischer Stil, Ba = Bantamgewicht, Fe = Federgewicht, damals bis 57 kg bzw. 62 kg Körpergewicht)
- 1970, 2. Platz, Junioren-EM in Huskvarna/Schweden, GR, bis 56 kg Körpergewicht, hinter Mihai Boțilă, Rumänien und vor Mehmet Aslandag, Türkei und Stefan Paschew, Bulgarien;
- 1972, 4. Platz, Junioren-EM in Hvar, GR, bis 56 kg Körpergewicht, hinter Mihai Boțilă, Per Lindholm, Schweden und Rafael Eiwazow, Sowjetunion;
- 1972, 15. Platz, EM in Kattowitz, GR, Ba, nach Niederlagen gegen Jan Neckař, Tschechoslowakei und Juri Sokolow, UdSSR;
- 1973, 3. Platz, EM in Helsinki, GR, Ba, mit Siegen über János Szönyi, Ungarn, Józef Lipień, Polen, Jörn Krogsgaard, Dänemark, Hans-Jürgen Veil, BRD und Juri Sokolow und Niederlagen gegen Pertti Ukkola, Finnland und Christo Traikow, Bulgarien;
- 1973, 4. Platz, WM in Teheran, GR, Ba, mit Siegen über Per Lindholm, Joseph Sade, USA und Hans-Jürgen Veil, einem Unentschieden gegen Józef Lipień und Niederlagen gegen Christo Traikow und Rustem Kasakow, UdSSR;
- 1974, 2. Platz, „Nikola-Petrow“-Turnier in Plewen, GR, Ba, hinter Farchat Mustafin, UdSSR und vor Gyula Molnár, Ungarn;
- 1974, 6. Platz, EM in Madrid, GR, Ba, mit Siegen über Fritz Huber, BRD und Enrique Fernández, Spanien, einem unentschieden gegen Risto Björlin, Finnland und einer Niederlage gegen Farchat Mustafin;
- 1974, 3. Platz, „Iwan-Poddubny“-Turnier in Leningrad, Gr, Ba, hinter Juri Sokolow und Bechtimirow, beide UdSSR;
- 1974, 3. Platz, WM in Kattowitz, GR, Ba, mit Siegen über Per Lindholm, Brian Gust, USA, Patric Schaedler, Frankreich und Mehmet Uysal, Türkei und Niederlagen gegen Józef Lipień und Farchat Mustafin;
- 1975, 1. Platz, Turnier in Västerås, GR, Ba, vor Bernd Drechsel, DDR und Stanislaw Barej, Polen;
- 1975, 1. Platz, EM in Ludwigshafen am Rhein, GR, Ba, mit Siegen über Amado Sanchez, Spanien, József Doncsecz, Ungarn, Lars Malmkvist, Schweden, Wladyslaus Pakusziewics, Polen, Josef Krysta, Tschechoslowakei, Bernd Drechsel und Farchat Mustafin;
- 1975, 1. Platz, Mittelmeerspiele in Algier, GR, Ba, vor Mohamed Lachkar, Marokko und Di Mauro, Italien;
- 1975, 6. Platz, WM in Minsk, GR, Ba, mit Siegen über Josef Krysta und Bernd Drechsel und Niederlagen gegen Józef Lipień und Farchat Mustafin;
- 1976, Silbermedaille, OS in Montreal, GR, Ba, mit Siegen über Krasimir Stefanow, Bulgarien, Yoshima Suga, Japan, Per Lindholm, Schweden und Farchat Mustafin und Niederlagen gegen József Doncsecz und Pertti Ukkola;
- 1977, 1. Platz, Turnier in Kladovo, GR, Fe, vor Dumitru, Rumänien und Pavlović, Jugoslawien;
- 1977, 3. Platz, WM in Göteborg, GR, Ba, mit Siegen über Michel Vejsada, CSSR, Antonio Caltabiano, Italien und Leo Reyns, Kanada und Niederlagen gegen Pertti Ukkola und Farchat Mustafin;
- 1978, 8. Platz, EM in Oslo, GR, Fe, mit einem Sieg über Smekal, CSSR und Niederlagen gegen Kazimierz Lipień, Polen, im Kampf Frgić gegen Stylianos Migiakis, Griechenland, wurden beide Ringer wegen Passivität disqualifiziert;
- 1979, 2. Platz, WM in Mexiko-Stadt, GR, Ba, mit Siegen über Mohammad Torawi, Iran, Józef Lipień, Benni Ljungbeck, Schweden und Pasquale Passarelli, BRD und einer Niederlage gegen Schamil Serikow, UdSSR; im Kampf Frgić gegen József Doncsecz wurden beide Ringer wegen Passivität disqualifiziert;
- 1979, 1. Platz, Mittelmeer-Spiele in Split, GR, Fe, vor Stylianos Migiakis, Djamal Benaceur, Algerien und Jean-Pierre Mercader, Frankreich;
- 1979, 8. Platz, EM in Bukarest, GR, Fe, mit einem Sieg über Domenico Giuffrida, Italien und einer Niederlage gegen Kazimierz Lipień; im Kampf Frgić gegen Ion Păun, Rumänien, wurden beide Ringer wegen Passivität disqualifiziert;
- 1979, 6. Platz, WM in San Diego, GR, Fe, mit Siegen über Thomas Passarelli, BRD und Stefan Werisan, Rumänien und einer Niederlage gegen Stylianos Migiakis; im Kampf Frgić gegen Kazimierz Lipień wurden beide Ringer wegen Passivität disqualifiziert;
- 1980, 5. Platz, EM in Prievidza, GR, Fe, mit Siegen über Jean-Pierre Mercader und Lars Malmkwist und Niederlagen gegen Stylianos Migiakis und Michel Vejsada;
- 1980, 4. Platz, OS in Moskau, GR, Fe, mit Siegen über Ion Păun und Panajot Kirow, Bulgarien und Niederlagen gegen Boris Kramarenko, UdSSR und István Tóth, Ungarn

## Jugoslawische Meisterschaften
Ivan Frgić wurde 1971, 1973, 1975, 1976, 1977, 1978 und 1979 jugoslawischer Meister im Bantam- bzw. Federgewicht im griechisch-römischen Stil.